# Черноголовый питон
Черноголовый питон (лат. Aspidites melanocephalus) — змея из рода черноголовых питонов.

## Описание

### Внешний вид
Длина тела 1,5, максимум — 2,5 м. Окраска тёмно-коричневая. На спине чёрные поперечные полосы, а на боках — жёлтые. Голова чёрная и блестящая.

### Распространение и места обитания
Населяет в северную Австралию от Квинсленда на востоке до мыса Левек на западе.
Живёт в прибрежных лесах и аридных кустарниковых зарослях. Активен ночью и в сумерках.

### Питание
Кормится мелкими млекопитающими, птицами и пресмыкающимися. Охотится на крупных ядовитых аспидовых змей, к укусам которых мало восприимчив.

### Размножение
В июле—августе самки черноголового питона откладывают по 7—9 яиц.

## Черноголовый питон и человек
Редкий вид. Размножались в зоопарке Таронго.